# Вишерогорское сельское поселение
Вишерого́рское се́льское поселе́ние — муниципальное образование в Красновишерском районе Пермского края Российской Федерации.
Административный центр — посёлок Вишерогорск.

## История
Статус и границы сельского поселения установлены Законом Пермской области от 10 ноября 2004 года № 1755—362 «Об утверждении границ и о наделении статусом муниципальных образований Красновишерского района Пермского края»

## Население
| 2010 | 2012 | 2013 | 2014 | 2015 | 2016 | 2017 |
| ---- | ---- | ---- | ---- | ---- | ---- | ---- |
| 594  | ↘532 | ↗534 | ↘524 | ↘509 | ↘483 | ↘472 |
| 2018 | 2019 |      |      |      |      |      |
| ↘465 | ↘460 |      |      |      |      |      |

## Состав сельского поселения
| № | Населённый пункт | Тип населённого пункта          | Население |
| - | ---------------- | ------------------------------- | --------- |
| 1 | Вишерогорск      | посёлок, административный центр | 440       |
| 2 | Заговоруха       | деревня                         | 81        |
| 3 | Романиха         | посёлок                         | 71        |